# 杨大雅
楊大雅（965年—1033年），本名侃，因避宋真宗舊名改大雅，字子正。錢塘人。
靖恭諸楊虞卿之後，隨其祖楊邸挈族寓居宋州（今河南商丘縣南）。少好學文，躬履儉約。宋太宗端拱二年（989年）進士，历光禄寺丞，知新昌县，直集贤院，因不附权贵，二十七年未升迁。大雅称：“吾不学乎世而学乎圣人，所以致此。”天禧年間，奉使淮南，遇大風翻船，冠服尽失。當時丁谓人在金陵，派人贈衣一袭，不受。累官提点淮南路刑狱，历知制诰，终官亳州知縣。有女嫁歐陽修，杨大雅曾为《新唐书》写序。有《大隐集》五十卷、《职林》二十卷、《两汉博闻》十二卷及《西垣集》等。

## 延伸阅读
[在维基数据编辑]
 《宋史·卷300》，出自脱脱《宋史》